# لاکهید مدل ۱۴ سوپر الکترا
لاکهید مدل ۱۴ سوپر الکترا (به انگلیسی: Lockheed Model 14 Super Electra) یک هواگرد ساختِ کارخانهٔ لاکهید کورپوریشن در کشور ایالات متحده آمریکا است . این هواگرد برای نخستین بار در ۲۹ ژوئیه ۱۹۳۷ میلادی مورد استفاده قرار گرفت.